# 父親的瘋狂世界
肖恩的瘋狂世界(Sean Saves the World)為一部美國情境喜劇，由肖恩·海斯主演。本部喜劇由NBC製播。 本部影集於2013年10月3日首映，每個星期四晚間九點。 2014年1月28日，報導指出本劇取消。 原先預訂了18集，已經拍攝了15集，剩下的集數將不再繼續製作。 2014年3月24日，未在電視播出的14與15集上傳至 iTunes 上供觀眾選購。
台灣由DIVA Universal頻道於2014年2月4日起首映。

## 劇情大綱
肖恩(Sean)是一個離婚單親父親，同時是一位同性戀。 雖然事業有成，然而卻來了一個相當惹人厭的老闆。當他的14歲的女兒搬過來跟他一起住的時候，他得面對上班的問題還有照顧女兒的眾多問題。故事就是發生於肖恩的上班以及家庭生活展開。

## 角色
- 肖恩·海斯 飾演 肖恩(Sean Harrison)，男主角，一個離婚的同性戀者，在一間網路銷售公司上班，擔任主管。
- Linda Lavin 飾演 蘿娜(Lorna)，肖恩的母親，經常過來幫忙照顧艾莉。
- 莎曼沙·艾拉 飾演 艾莉(Ellie)，肖恩的14歲女兒。
- 托馬斯·列儂 飾演 麥克斯(Max)，肖恩的新老闆，相當嚴厲。
- Megan Hilty 飾演 莉茲(Liz)，肖恩的同事及女性朋友，經常給艾莉奇怪的女性建議。
- Echo Kellum 飾演 杭特(Hunter)，肖恩的同事及朋友，有組樂團，但是很少看到他演出。

## 製作過程
本部作品於2012年12月決定製作，由肖恩·海斯 擔任主角。 在2013年1月22日，NBC決定製作本劇的試播集 Happiness。 試播集由Victor Fresco編劇，James Burrows導演。
在2013年2月開始宣布選角，除了男主角之外，宣布Linda Lavin飾演蘿娜，肖恩的母親。 Echo Kellum則是下一位被選出的演員，飾演杭特，肖恩的同事之一，喜歡音樂、攝影和詩歌。 托馬斯·列儂 隨後加入劇組，飾演麥克斯，肖恩的新老闆。 在2月底，莎曼沙·艾拉加入劇組飾演艾莉，肖恩的女兒。 隨後宣布Lindsay Sloane加入劇組飾演莉茲，肖恩的女同事與好朋友。 之後宣布维克·萨海飾演配角豪爾(Howard)，一個IT技術員，與肖恩一同工作。
在2013年5月9日，NBC宣布預定，並給予本系列的名稱為「肖恩的瘋狂世界」(Sean Saves the World)。 宣布預定的兩天後，Lindsay Sloane 宣布退出莉茲這個角色，因此很快地選出Megan Hilty飾演莉茲。 2013年11月8日，NBC宣布第一季增訂5集，因次第一季總共來到18集。
在少數情況下，本劇的「罐頭笑聲」是後製才加上去，有許多評論者指出這點。 在第12集開始使用現場收錄的觀眾笑聲。
在2014年1月28日，有消息指出由於收視率不佳，NBC已停止製作本劇，第13集成為最後一集。

## 分集介紹
| 集數 | 名稱                                     | 導演          | 編劇                         | 播映日期       | 美國收視 (百萬) |
| --- | ---------------------------------------- | ------------- | ---------------------------- | -------------- | --------------- |
| 1 | 試播集(Pilot)                            | James Burrows | Victor Fresco                | 2013年10月3日  | 4.43            |
| 肖恩(Sean Hayes飾演)，一位離婚的同性戀父親，剛迎接他的14歲女兒艾莉跟他住在一起。但是因為新老闆的關係讓他感到有些棘手。 |                                          |               |                              |                |                 |
| 2 | 胸部問題(Busted)                         | James Burrows | Claudia Lonow                | 2013年10月10日 | 3.26            |
| 艾莉開始發育需要胸罩。莉茲宣稱她可以帶艾莉去買。然而蘿娜認為她可以勝任這個工作，但是肖恩認為讓他母親帶去應該會更尷尬，於是就讓莉茲帶過去，然而莉茲卻選了許多成熟女性穿的性感胸罩，讓肖恩非常感冒。 |                                          |               |                              |                |                 |
| 3 | 約會事件(Date Expectations)              | Marc Buckland | Michael A. Ross              | 2013年10月17日 | 3.36            |
| 肖恩的媽媽忽然到肖恩的公司，跟肖恩介紹一個約會對象，對方是一個牙醫生。然而肖恩認為他要與艾莉度過更多父女時光，而莉茲讓肖恩了解他太過度關心女兒，應該讓自己找一點樂子，於是他就答應跟那個牙醫約會。不知為何麥克斯以為肖恩喜歡上他，因此突然出現在肖恩的家中。然而在約會過程中，因為肖恩一直注意艾莉的行蹤以至於約會的過程一糰糟。 |                                          |               |                              |                |                 |
| 4 | 家長問題(Shut Your Parent Trap)          | Marc Buckland | Rick Wiener & Kenny Schwartz | 2013年10月24日 | 3.96            |
| 老闆麥克斯在晚上忽然召集大家到他所住的旅館，忽然說他殺了人，希望大家可以一起幫他，讓大家嚇了一跳，最後麥克斯說這是一個測試，他希望肖恩能夠更團結其他員工的凝聚力。第二天肖恩去麥克斯的辦公室試圖跟麥克斯獎這件事的時候，發現麥克斯的父親也在，原來麥克斯這麼奇怪的原因是因為他父親在這裡，讓麥克斯比以前更瘋狂。而肖恩的媽媽來到肖恩的公司之後，麥克斯的父親試圖搭訕她。肖恩為了公司的員工，只能想辦法讓他媽媽與麥克斯的父親約會。   |                                          |               |                              |                |                 |
| 5 | 舞蹈比賽(Nobody Puts Sean in a Corner)   | Marc Buckland | Aseem Batra                  | 2013年10月31日 | 3.72            |
| 蘿娜希望肖恩跟她一起參加舞蹈比賽，肖恩不想參加，然而為了做好艾莉的榜樣，肖恩被迫參加。肖恩為了不要參加舞蹈比賽，決定加裝受傷並且讓杭特跟蘿娜一起參加舞蹈比賽。然而杭特與蘿娜一同練舞之後，反應相當良好，讓肖恩相當嫉妒，他決定找莉茲和麥克斯一起參加舞蹈比賽打敗蘿娜。 |                                          |               |                              |                |                 |
| 6 | 朋友關係(Sean Comes Clean)               | Marc Buckland | Matt Ward                    | 2013年11月7日  | 4.55            |
| 莉茲發現她總是要求肖恩的幫忙，但是自己從未幫助過肖恩，這讓她覺得自己很虧欠肖恩。肖恩為了讓莉茲不要這麼愧疚，就謊稱與一個洗衣店老闆金先生(Bobby Lee飾演)分手，而莉茲竟然把金先生找回來跟肖恩約會。同時，麥克斯要求杭特教他如何與女生搭訕。 |                                          |               |                              |                |                 |
| 7 | 教養問題(The Good, the Bad and the Sean) | Marc Buckland | Mike Rosolio                 | 2013年11月14日 | 2.64            |
| 蘿娜認為肖恩對於艾莉的教養不夠嚴厲，因此肖恩試圖對艾莉執行較嚴格的教養方法。同時，肖恩在公司與麥克斯打賭是否能夠用更好的方法激勵杭特工作。 |                                          |               |                              |                |                 |
| 8 | 間諜問題(Of Moles and Men)               | Marc Buckland | Joe Keenan                   | 2013年11月21日 | 2.99            |
| 麥克斯發現公司銷售的東西被競爭商家提前展售，他懷疑公司有內賊，而莉茲有一個與競爭店家的老闆合拍的影片，這讓莉茲相當緊張。同時，艾莉有一個新朋友貝琪，年紀比艾莉大，看起來過於性感，蘿娜擔心那個新朋友會帶壞艾莉。 |                                          |               |                              |                |                 |
| 9 | 好友難題(Best Friends for Never)         | Marc Buckland | Seth Raab & Nicholas Darrow  | 2013年12月12日 | 3.40            |
| 莉茲有一個神祕的男朋友卡爾，讓肖恩相當好奇，後來發現那個男朋友其實是個男同性戀，這讓肖恩相當嫉妒，因此肖恩找了公司的另一個女同事參與肖恩家中的活動。 |                                          |               |                              |                |                 |
| 10 | 肖恩裝娘(Sean the Fabulous)              | Marc Buckland | Claudia Lonow                | 2014年1月2日   | 2.79            |
| 艾莉的學校要舉辦一個募款會，而肖恩決定參與艾莉的學校事務。為了達到目的，肖恩必須假裝喜歡募款會的總召集人，而且假裝超級娘。 同時，莉茲的鄰居因為遭到搶劫，讓莉茲感到很害怕而去跟杭特住在一起，然而住了幾天過後，兩人都被對方吸引。 |                                          |               |                              |                |                 |
| 11 | Trapped in the Closet (Part 2)           | Marc Buckland | Michael A. Ross              | 2014年1月9日   | 3.12            |
| 麥克斯和肖恩的公司試圖要與一個客戶連絡，但是實際上麥克斯的父親認識那個客戶，然而由於麥克斯和他父親的關係，麥克斯沒辦法直接請他父親幫忙，然而肖恩想到可以請蘿娜出面讓麥克斯的父親幫忙。同時，艾莉要參加一個無大人看管的派對，因此她瞞著肖恩找莉茲幫忙，然而莉茲不知道該怎麼解決。蘿娜和麥克斯的父親很快地開始約會，麥克斯和肖恩試圖去旅館阻止他們的父母上床。肖恩最後決定讓艾莉與她心儀的對象在餐廳單獨約會，而莉茲與杭特在附近看管。 |                                          |               |                              |                |                 |
| 12 | The Wrath of Sean                        | Marc Buckland | Matt Ward                    | 2014年1月16日  | 2.67            |
| 13 | I Know Why the Caged Bird Zings          | Marc Buckland | Joe Keenan                   | 2014年1月23日  | 2.58            |

## 外部連結
- 官方网站
- 互联网电影数据库（IMDb）上《父親的瘋狂世界》的资料（英文）